# 斯亨杜尔贾纳
斯亨杜尔贾纳（Shendurjana），是印度马哈拉施特拉邦阿姆劳蒂县的一个城镇。总人口21081（2001年）。

## 人口
该地2001年总人口21081人，其中男性10909人，女性10172人；0—6岁人口2592人，其中男1307人，女1285人；识字率74.61%，其中男性为79.29%，女性为69.59%。